# Момчило Богуновић
Момчило Богуновић (Доње Биљане, 5. април 1951 — Кашић, 1. фебруар 1993) био је ратни официр, командант 92. Бенковачкe бригадe 7. Далматинског корпуса Српске војске Крајине.

## Биографија
Богуновић је рођен 5. априла 1951. у селу Доње Биљане, општина Бенковац. Након завршетка средње школе у Бенковцу изабрао је војну академију копнене војске Југословенске народне армије. Школовао се у Београду и Сарајеву, а дипломирао је 1974. године. Био је упућен у војне гарнизоне на територију СР Словеније гдје је и дочекао отцијепљење Словеније. Посље повлачења ЈНА из Словеније, једно време служио је у Зеници (БиХ) да би касније добио команду над 180. моторизованом бригадом 9. книнског корпуса. Са том бригадом учествује у борбеним операцијама све до повлачења ЈНА из Српске Крајине у пролеће 1992. У Бенковцу је основана 92. мтбр, чији командант постаје Момчило Богуновић. Дана 22. јануара 1993. хрватска војска покренула је офанзиву на Равне Котаре. Непосредно пред напад ХВ-а пуковник Богуновић, свјестан груписања хрватских снага, писмено је тражио да се тешко наоружање изведе ка потенцијалној линији фронта, али је његов захтев одбијен због важећег споразума са снагама Унпрофора. Напад на Равне Котаре стога је дочекало свега пар стотина припадника Милиције Крајине као и граничара СВК. То је допринело брзом продору Хрватске војске упркос очајничком отпору раштрканих и расцјепканих снага одбране РСК које су у борбама са неколико десетина пута надмоћнијим противником претрпјеле велике губитке. У тим хаотичним тренуцима пуковник Богуновић спроводи мобилизацију и преузима тешко наоружање СВК од припадника Унпрофора и уз велике напоре успева да заустави напредовање Хрватске војске ка Бенковцу. У року од пар дана Српска војска Крајине креће у контраофанзиву те враћа неколико насеља код аеродрома Земуник. У свим овим борбеним дејствима пуковник Богуновић лично је учествовао увек предводећи своје војнике. У заједничком контранападу Батаљона за интервенције 92. мтбр и Вукова са Вучјака према селу Кашић (данас Доњи Кашић) 1. фебруара 1993. смртно је рањен снајперским хицем док је предводио своје војнике. Том приликом погинула су још двојица припадника Српске војске Крајине: Синиша Продан (19) из Бенковца и Бранко Мацавара (27) из села Пристег.
Сахрањен је у Бенковцу.